# Seya (Jokohama)
Seya (jap. 瀬谷区 Seya-ku) – jedna z 18 dzielnic Jokohamy, stolicy prefektury Kanagawa, w Japonii. Ma powierzchnię 17,17 km². W 2020 r. mieszkało w niej 122 671 osób, w 52 338 gospodarstwach domowych  (w 2010 r. 126 924 osoby, w 49 536 gospodarstwach domowych).
Dzielnica została założona 1 października 1969 roku. Położona jest w południowej części miasta. Graniczy z dzielnicami Asahi, Midori, Izumi, a także miastami Yamato i Machida.